# Автопортрет (Леонардо)
«Автопортре́т Леона́рдо» — малюнок італійського художника Леонардо да Вінчі пізнього періода творчості майстра; став в рівень з найкращими і закінченими творами митця.

## Опис твору
Досить великий за розмірами малюнок Леонардо зі збережених до 20 століття. Обличчя старої особи надто наближене до глядача, але зустрітися очима з зображеним неможливо. Він дивиться вдалечінь, зосереджений на власних думках і майже похмурий. Художник не приховав зморшок на обличчі і відбитку поневірянь і життєвих трагедій. Водночас перед глядачем постає особа натхнена, уперта, незламна. Більшість дослідників схильні вважати, що це — пізній автопортрет Леонардо да Вінчі, створений в 1512 році, коли митцю виповнилось 60 років. На обличчі старого — відбиток надзвичайно ускладненої свідомості людини, коли навіть пам'ять здатна принести лише жалі та болі, втрати, а не перемоги.

## Потяг до автопортретів
Відчутний потяг до створення автопортретів в добу кватроченто мали вже художники-сучасники Леонардо, хоча не всі їх робили. Нещасна доля обійшла небезпекою частку з них, що надало нагоду бачити автопортрети низки італійських митців і в 21 столітті, серед яких Доменіко Гірляндайо, Беноццо Гоццолі, Лука Сіньореллі, Перуджино. Молодий сучасник Леонардо — Рафаель Санті (1483—1520) залишив по собі вже автопортрети в малюнках, на фрескі в Ватикані і в живопису олійними фарбами. Деякий час автопортрет італійського митця на фресках слугував візуальним підписом автора, як то було у Луки Сіньореллі, Беноццо Гоццолі, у Доменіко Гірляндайо.

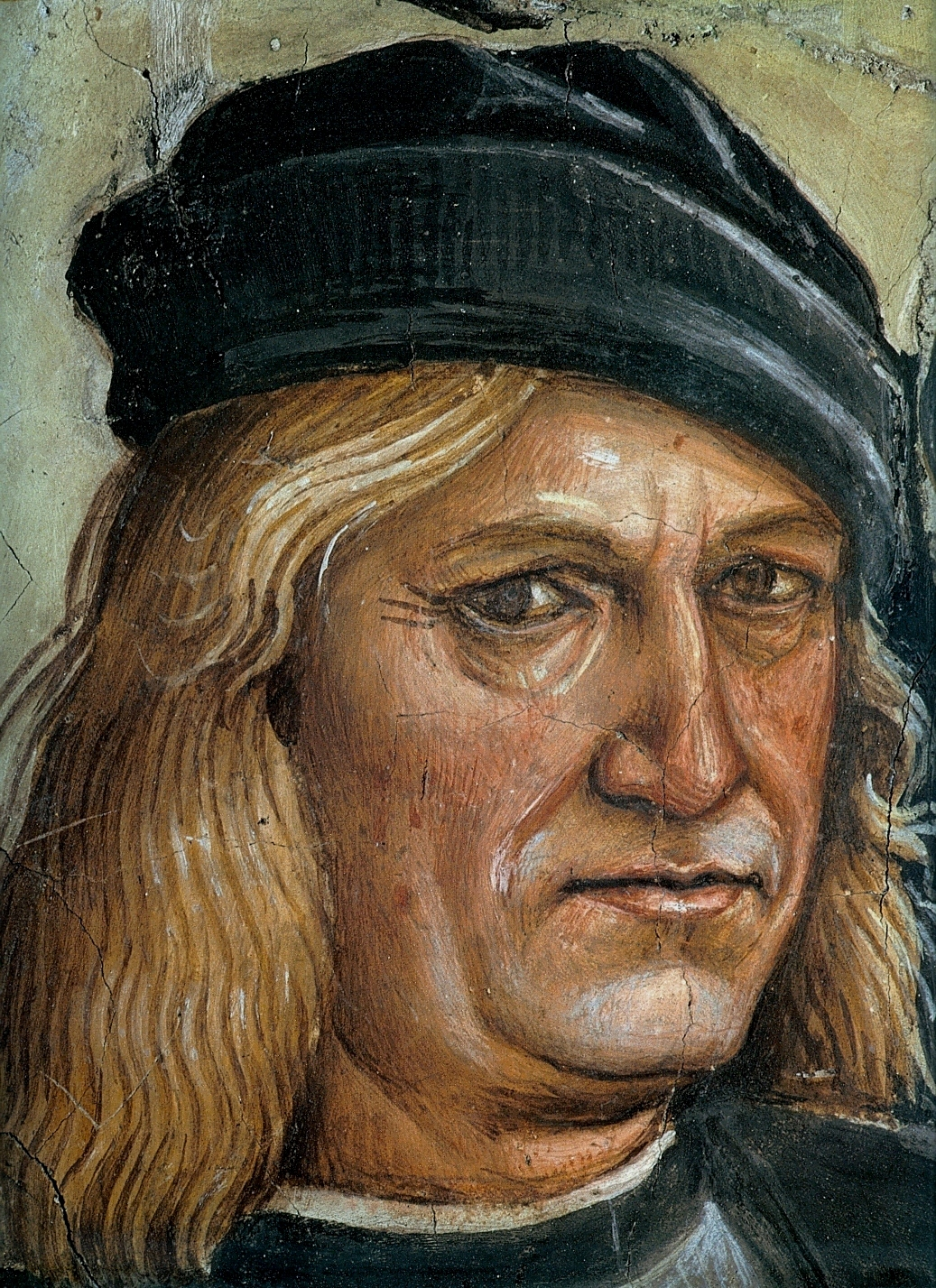
Лука Сіньореллі, автопортрет, фреска «Проповідь і наглі вчинки Антихриста»
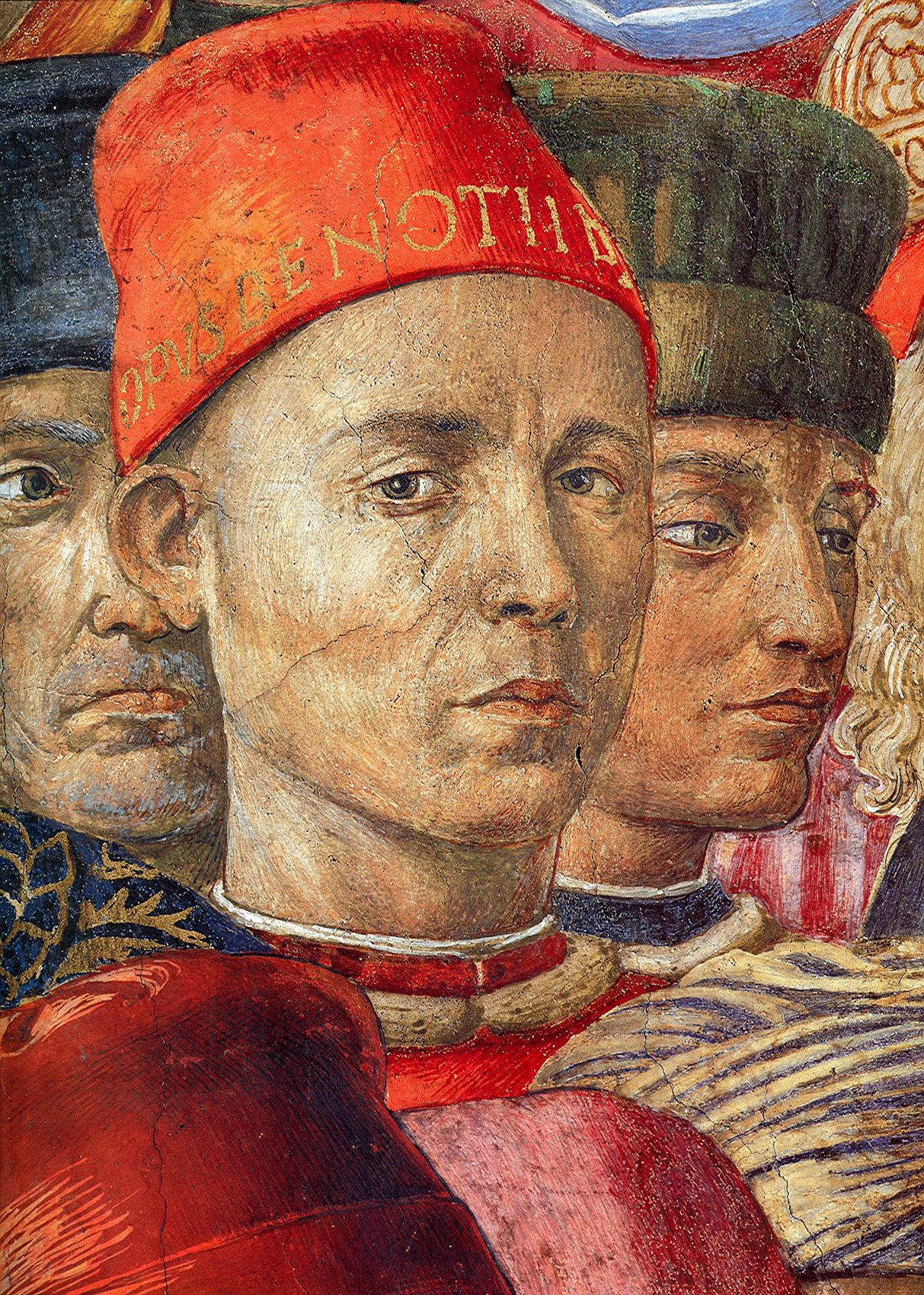
Беноццо Гоццолі, автопортрет, фреска «Поклоніння волхвів»
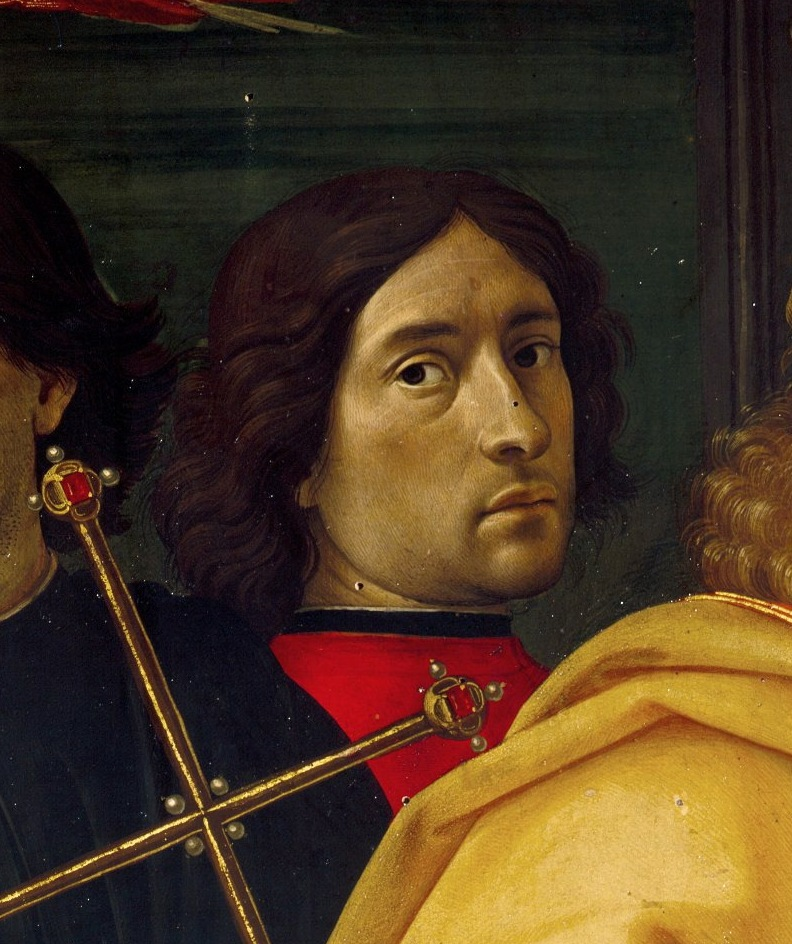
Доменіко Гірляндайо.Автопортрет на картині «Поклоніння вохвів»

Логічно припустити, що в процес створення автопортретів був втягнутий і Леонардо, що зазнавав зневажливого ставлення і у Флоренції, і в Мілані, потерпаючи від невизнання і маючи великі амбіції. Майже до сивого волосся Леонардо доводив меценатам і впливовим особам, що він здатен на великі, незвичні, значущі справи, навіть враховуючи його постійну саморекламу.

## Доля малюнків

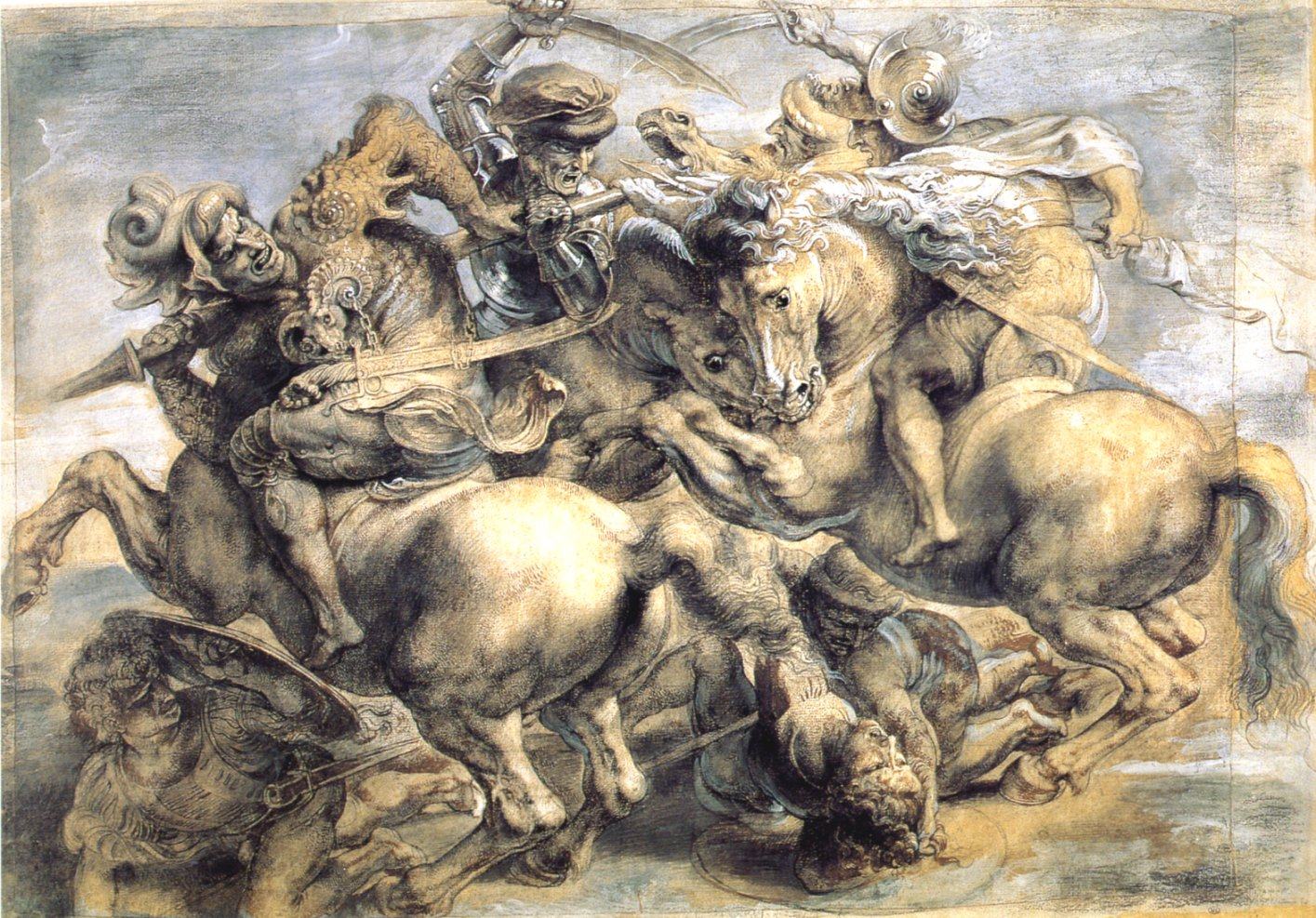
«Битва при Ангіарі», копія центральної групи Леонардо, виконана П. П. Рубенсом, 45,3 × 63,6 см, Лувр, Париж.

Малюнок в часи Леонардо ще не відокремився від підготовчого, вивчального процесу, що передував створенню картини чи фрески. Малюнок як такий ще не отримав тоді самостійної мистецької вартості. Можливо, першим, хто перетнув цей кордон і позбавився стилістики пізнього кватроченто заради нової художньої правди, був саме Леонардо. Підготовчими штудіями номінально були і малюнки Леонардо(жіночі обличчя до мадонн, пухнаті обличчя малюків до зображень Івана Хрестителя, літні чоловіки як моделі для апостолів тощо). Але малюнки Леонардо отримали багатовимірність, помножену на значну і досить специфічну обдарованість митця, що страждав від браку освіти (не мав університетської освіти, не знав латини), і все життя розривався між художнім фахом, самоосвітою та науковими дослідженнями. Якщо відкинути його замальовки, креслення механізмів чи ботанічні штудії, малюнки здивують контрастами. То це замальовки реальних осіб, то — малюнки за уявою в студії, то це красені люди в повному виразі молодості і привабливості, то — карикатури на людей і майже потвори.
Значущість, велику мистецьку вартість малюнків Леонардо сучасники відчули у Флоренції під час вимушеного мистецького змагання між ним та Мікеланджело Буонарроті. Картон Леонардо до «Битви при Ангіарі» — не що інше, як великий малюнок у повний розмір майбутньої фрески. Навіть за словами Джорджо Вазарі, малюнки-картони Леонардо та Мікеланджело стали школою для молодих художників назавжди. Їх неодноразово копіювали, як визначні зразки досягнень мистецтва Італії, хоча саме фресок створено не було.

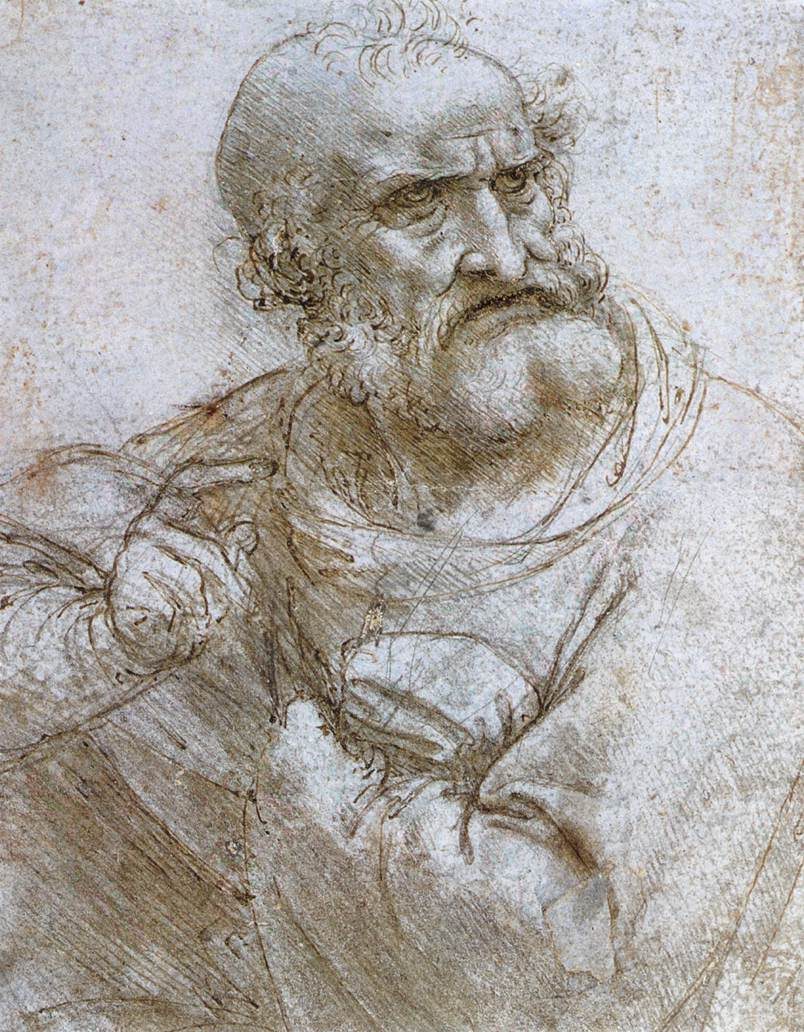
Штудія до Апостола, Альбертіна, Відень
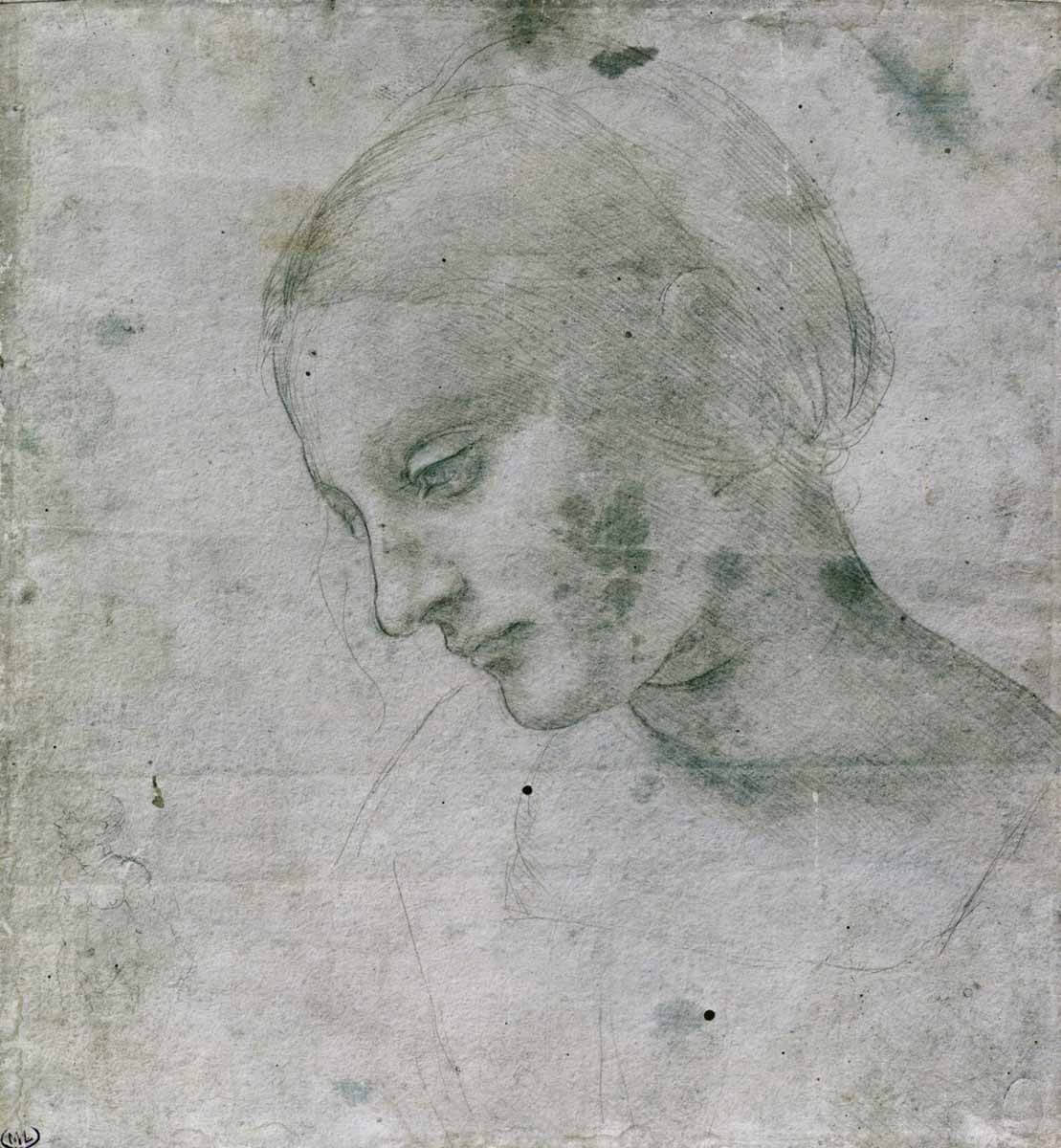
Штудія жіночої глівки, Лувр, Париж
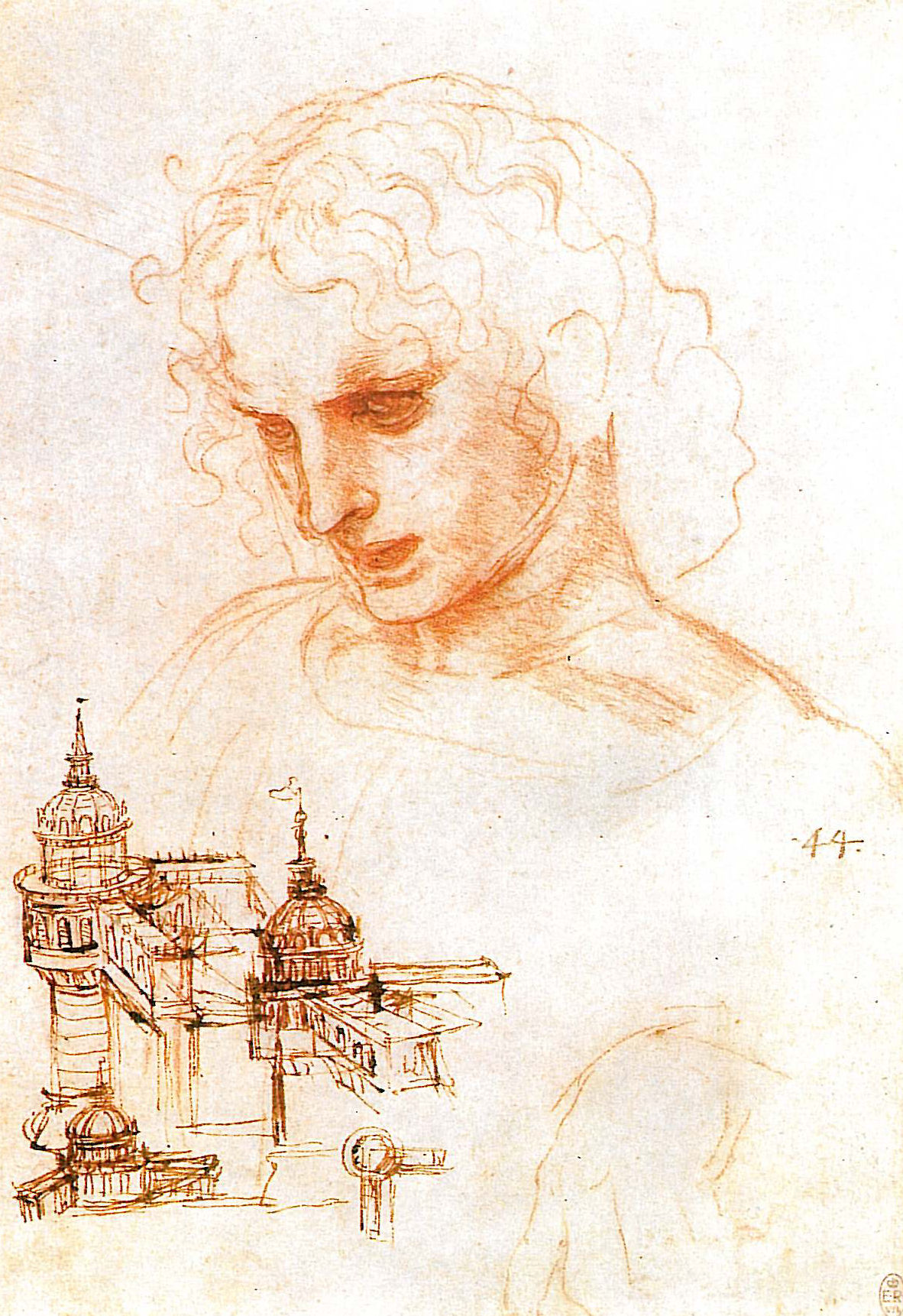
Різні замальовки на одному аркуші
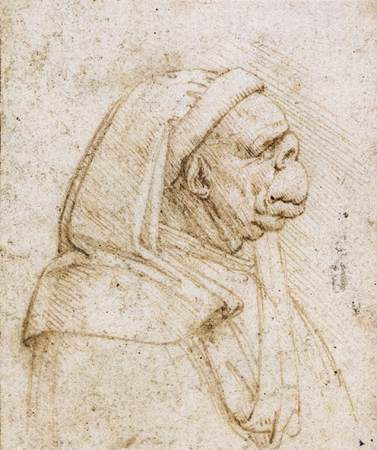
Карикатура на перехожого

## Проблеми збереження та атрибуції
Але майже дві третини зниклого чи знищеного приватного архіву і малюнків Леонардо не дають достатніх підстав стверджувати, що ранні автопортрети були. Сенсаційні заяви про віднайдення ранніх автопортретів — постійні спекуляції на популярності уславленого дослідника та художника.
Твердження, що малюнок зі збірок Королівської бібліотеки Турина автопортрет Леонардо, йде лише з 19 ст. За припущеннями, малюнок надзвичайно схожий з зображенням на стінопису Рафаеля Санті «Афінська школа» в Ватикані. За традиційними поглядами, для обличчя давньогрецького філософа Платона Рафаель використав портрет Леонардо, як використав він також і портрети інших своїх уславлених сучасників (Евклід — Браманте, Піфагор — Мікеланджело тощо).
Але чимало дослідників не визнають малюнок автопортретом. Є підстав вважати, що то міг бути портрет батька Леонардо — П'єтро да Вінчі, що прожив вісімдесят років і залишив дванадцять дітей. Старий П'єтро помер в 1504 році і старий на малюнку виглядає ніби старшим за 60 років. Адже в 1501 році Леонардо якраз прибув у Флоренцію після 18 років відсутності. Можливо тоді і був створений цей малюнок на згадку. (Але схожим на батька міг бути і сам Леонардо, що хворів і, можливо, виглядав старішим за власний вік.) Малюнки — важливий, але примхливий матеріал для експонування. Тому більшу частину часу їх зберігають в сховищах. Повною мірою це стосується і малюнка з Турина, скільки би дослідників не доводили, що це стара копія з втраченого оригінала і що щільний папір його виготовили в 18 столітті.

## Побутування
Портрет погано зберігався роками. Його поціновували, але мало захищали і від сонячних променів, і від надлишкової вологи. Через це малюнок почав псуватися, на його поверхні з'явилися плями бруду та плісняви, котрі можна побачити навіть на фото. Лише в 20 столітті малюнок отримав власний контейнер з кліматконтролем.